# 徳大寺実守
徳大寺 実守 （とくだいじ さねもり）は、平安時代後期の公卿。藤原北家閑院流徳大寺家。右大臣・徳大寺公能の三男。官位は従二位・権中納言。

## 経歴
後白河朝の保元2年（1157年）叙爵。美作守、皇后宮権亮、春宮権亮、蔵人頭を経て、嘉応2年（1170年）参議に任ぜられ、公卿に列する。嘉応3年（1171年）従三位、承安3年（1173年）正三位と昇進を続け、養和2年（1182年）権中納言・従二位、寿永2年（1183年）左兵衛督を歴任するも、元暦元年（1184年）にすべての職を辞する。翌元暦2年（1185年）薨去、享年39。死因は脚気とされる。

## 官歴
『公卿補任』による
- 保元2年（1157年） 9月8日：叙爵（従五位下）、美作守。10月7日：兼侍従。10月22日：従五位上
- 保元3年（1158年） 5月21日：左近衛少将、美作守如元。8月1日：兼皇后宮権亮
- 保元4年（1159年） 正月3日：正五位下。2月13日：止皇后宮権亮
- 永暦元年（1160年） 10月11日：従四位下
- 応保元年（1161年） 10月19日：右近衛中将。美作守如元
- 応保2年（1162年） 正月5日：従四位上
- 長寛元年（1163年） 12月20日：止美作守
- 長寛3年（1165年） 正月23日：正四位下
- 仁安元年（1166年） 10月10日：兼春宮権亮
- 仁安3年（1168年） 2月19日：止春宮権亮。8月10日：蔵人頭
- 嘉応2年（1170年） 12月30日：参議、右近衛中将如元
- 嘉応3年（1171年） 正月18日：播磨権守。4月7日：従三位
- 承安3年（1173年） 正月6日：正三位
- 安元2年（1176年） 正月30日：兼備中権守
- 養和2年（1182年） 3月8日：権中納言
- 寿永元年（1182年） 8月14日：兼皇后宮権大夫。10月13日：従二位
- 寿永2年（1183年） 12月21日：転左兵衛督
- 元暦元年（1184年） 8月某日：辞権中納言并左兵衛督
- 元暦2年（1185年） 4月25日：薨去、享年39

## 系譜
『尊卑分脈』による
- 父：徳大寺公能
- 母：藤原豪子 - 藤原俊忠の娘
- 妻：源雅通の娘
- 生母不明の子女
  - 男子：藤原道守
  - 男子：藤原守通
  - 女子：
- 養子：徳大寺公衡 - 実弟